# یان ده ناتریس
یان ده ناتریس (هلندی: Jan de Natris; ۱۳ نوامبر ۱۸۹۵ – ۱۶ سپتامبر ۱۹۷۲) بازیکن فوتبال اهل هلند بود.
از باشگاه‌هایی که در آن بازی کرده‌است می‌توان به باشگاه فوتبال ویتس‌آرنهم و باشگاه فوتبال آژاکس آمستردام اشاره کرد.